# كريستين كرايغ
كريستين كرايغ (بالإنجليزية: Christine Craig)‏ هي كاتبة للأطفال وكاتِبة وشاعرة جامايكية، ولدت في 29 يونيو 1943 في أبريشة سانت أندرو ‏ في جامايكا.